# ایون تسیریاک
 آیون تیریاک (انگلیسی: Ion Țiriac؛ زاده ۹ مهٔ ۱۹۳۹) یک تنیس‌باز اهل رومانی است.

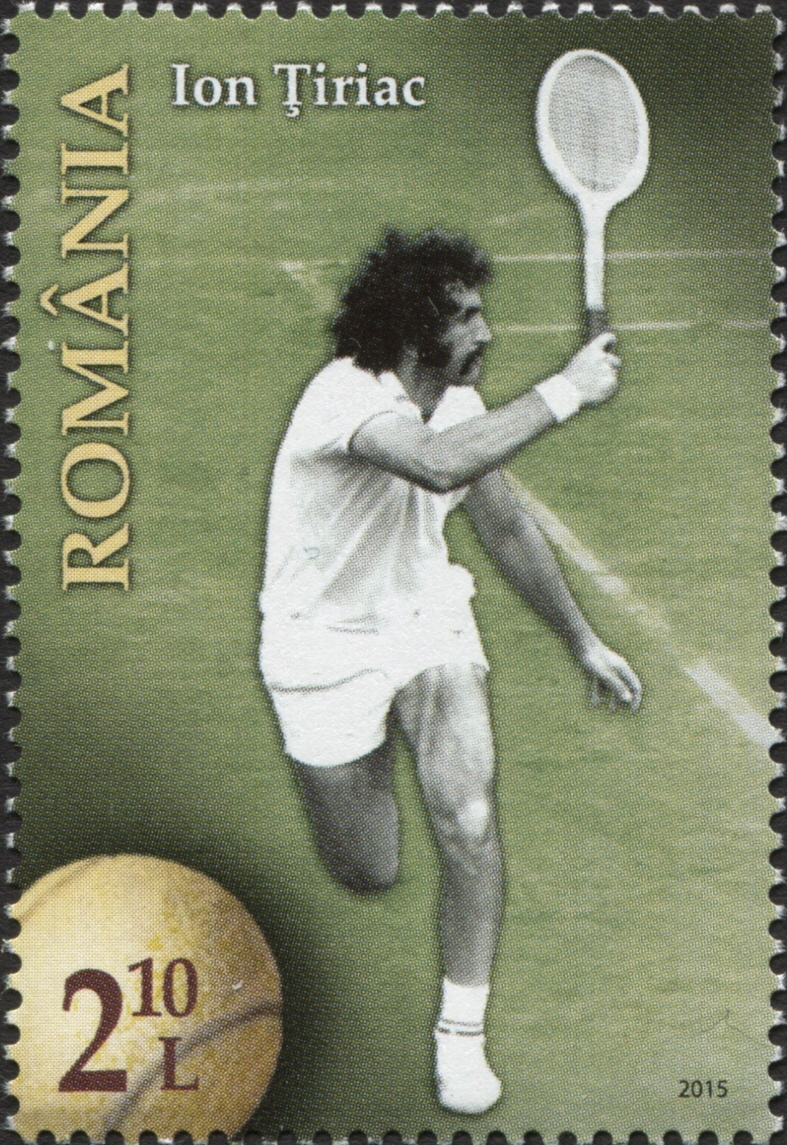
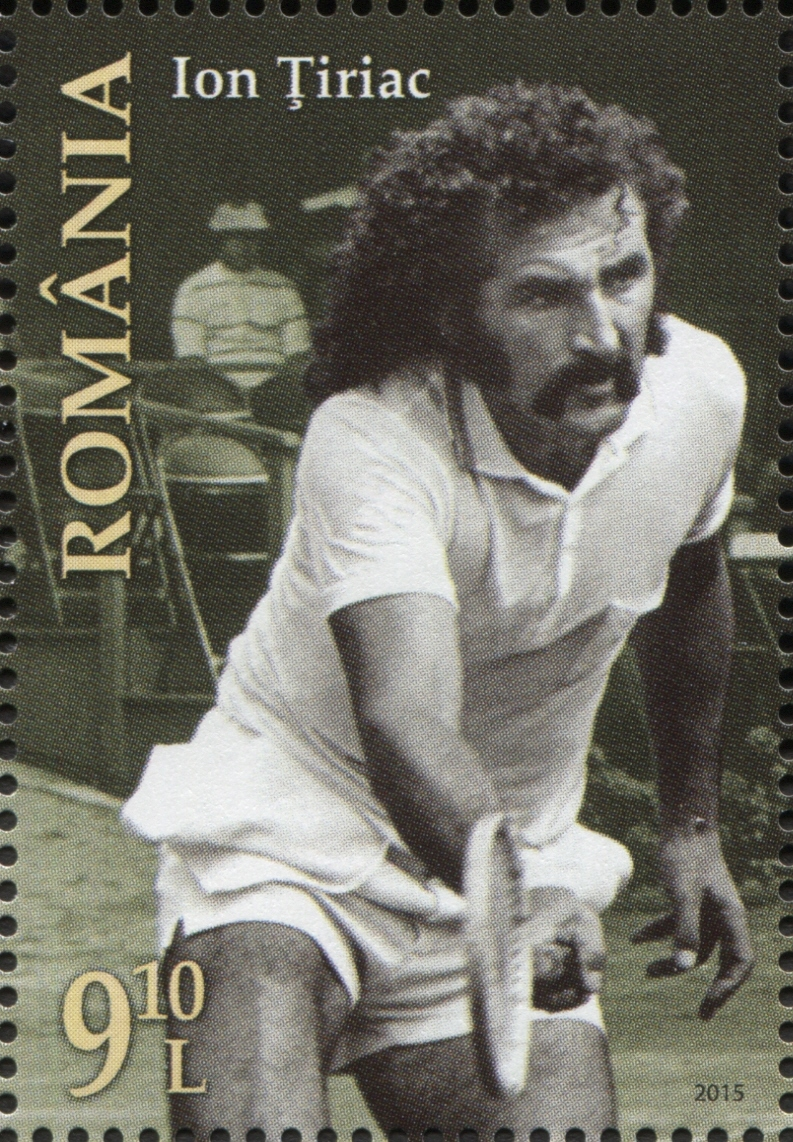
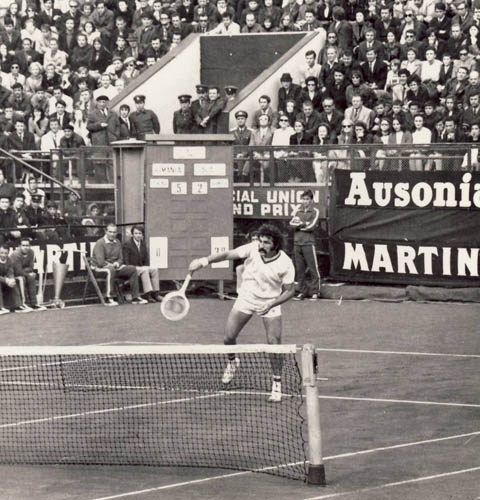